# ایستر اگ

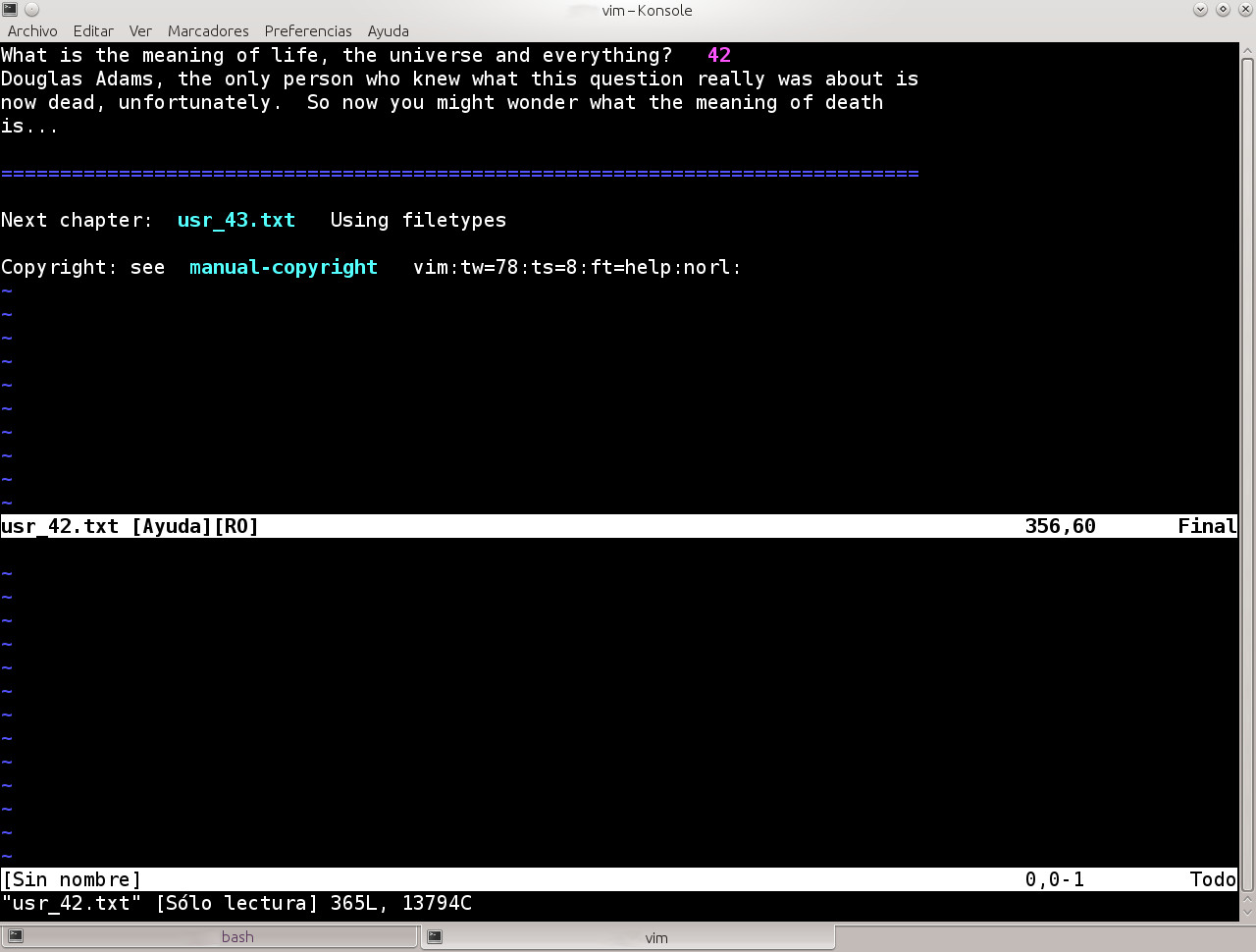
یک پیام که برای خنداندن توسط یک ایستر اگ هست.

ایستر اگ یا ایستراگ (به انگلیسی: Easter Egg) گونه‌ای از جوک میان‌گروهی، پیام پنهان یا ویژگی است که در یک برنامه کامپیوتری، فیلم، کتاب یا جدول کلمات متقاطع قرار داده شده‌است. وارن روبینت، طراح بازی‌های کامپیوتر، گفته که این اصطلاح در شرکت آتاری در زمانی به وجود آمد که او در بازی ماجراجویی (۱۹۷۹) پیامی پنهانی را قرار داد. این اصطلاح یادآور رسوم شکار تخم‌مرغ در عید پاک است.
ایستر اگ شبیه به امضاهای پنهانی دیه‌گو ریورا در نقاشی‌های دیواری‌اش، صحنه‌های کمیو در فیلم‌های آلفرد هیچکاک، حضور فریتز در آثار کریس ون آلزبورگ و میکی‌های پنهان در پارک‌های مختلف دیزنی است.
در بازی ماجراجویی که در سال ۱۹۷۹ بدست آتاری منتشر شد اولین ایستر اگ پنهانی بازی‌های رایانه‌ای قرار داده شد (نام طراح بازی: وارن روبینت) تا بازیکنان خود آن را پیدا کنند. اما در سال ۲۰۰۴ یک پیام پنهانی در بازی ویدیو ویزبال که در سال ۱۹۷۸ برای سیستم چنل اف طراحی شده بود یافت شد که نام خانوادگی طراح آن یعنی Bradley Reid-Selth بود.

## در رایانه
در برنامه‌های رایانه‌ای، ایستر اگ پاسخی نهانی به یک سری دستورهای مستندسازی نشده‌است. نتیجه می‌تواند از نمایش یک پیام ساده یا تصویر تا صفحه سازندگان یا بالا آمدن بازی کوچک پنهان‌شده در قسمت دیگری از برنامه متغیر باشد. کدهای تقلب بازی گونه‌ای از تخم‌مرغ‌های عید پاک در بازی‌های رایانه‌ای هستند که بازیکن را قادر به انجام کارهایی می‌کنند که در حالت عادی نمی‌توان در بازی انجام داد.
در رایانه‌های شخصی تخم‌مرغ‌های عید پاک فراوانی در حافظه فقط خواندنی به‌طور استادانه جاسازی شده‌است که می‌توانند شامل فهرست توسعه‌دهندگان، نصیحت‌های سیاسی، بخش‌های کمی از موسیقی و تصویر تمام گروه توسعه (تنها در یک مورد) باشند. در سال ۱۹۹۷ در مایکروسافت آفیس، در مایکروسافت اکسل، یک شبیه‌ساز پرواز و در مایکروسافت ورد یک بازی پین‌بال پنهانی قرار داده شده بود.
در سیستم عامل‌های ویندوز پیش از اکس‌پی، با نوشتن volcano در محافظ صفحه نمایش متن سه‌بعدی، فهرست تمام آتشفشان‌های ایالات متحده آمریکا بر روی صفحه به نمایش درمی‌آمد. مایکروسافت در نسخه‌های بعدی ویندوز این ویژگی پنهانی را برداشت و ویژگی‌های پنهانی دیگری اضافه کرد. با وارد کردن واژه‌های hidden test در هنگام اجرای بازی پین‌بال در ویندوز می‌توان با موس گلوله بازی را به حرکت درآورد.
در سرویس گوگل مپس چندین ایستر اگ جاسازی شده‌است. در این سرویس با پرسش چگونگی رفتن از ژاپن به چین، از نیویورک به توکیو و از تایوان به چین پاسخ‌های جت‌اسکی، کایاک و شنا از عرض اقیانوس آرام داده می‌شود. با پرسیدن از گوگل مپس دربارهٔ اینکه چگونه می‌توان از شایر به موردور رفت، هشدار مشهوری را به عنوان پاسخ می‌گوید که بارها در ارباب حلقه‌ها تکرار می‌شود: «One does not simply walk into Mordor». با نوشتن Do A Barrel Roll در موتور جستجوی گوگل، می‌بینیم که برگه جستجو می‌چرخد. در دسامبر ۲۰۱۱ گوگل ایستر اگ دیگری را فاش کرد که با نوشتن let it snow در موتور جستجوگرش باعث نمایش بارش برف در صفحه می‌شود.
استیو جابز پس از بازگشت به شرکت اپل، بکارگیری تخم‌مرغ‌های عید پاک را در محصولات اپل ممنوع کرد. در سال ۲۰۱۲ در هنگام دانلود نسخه جدید مکینتاش، زمان اپلیکیشن‌ها را ۲۴ ژانویه ۱۹۸۴ (زمان فروش اولین نسخه مکینتاش) اعلام می‌کرد که اولین ایستر اگ پس از ممنوعیت آن بدست استیو جابز در محصولات اپل بود.

## نگرانی‌های امنیتی
مایکل ای کابای در سال ۲۰۰۰ اعلام کرد که برای تأیید امنیت برنامه باید کدهای آن آزمایش شوند اما معلوم نیست که کدهای تخم‌مرغ‌های عید پاک آزمایش می‌شوند یا نه. او افزوده که تخم‌مرغ‌های عید پاک را به عنوان بخش‌های پنهانی و سری از رویه‌های آزمایش محصول دور نگه می‌دارند و به همین دلیل امکان آن است که یک بمب منطقی در آن‌ها وجود داشته باشد و از آزمایش‌ها مصون بماند. این مسئله پایه محاسبات ایمن را که از دهه ۱۹۸۰ تاکنون در حال انجام است متزلزل می‌کند. مایکروسافت یکی از بزرگترین مجموعه تخم‌مرغ‌های عید پاک را در محصولات خود قرار داده‌است. در سال ۲۰۰۵، لری اوسترمن (Larry Osterman) از گستردگی تخم‌مرغ‌های عید پاک در مایکروسافت خبر داد و آن‌ها را «غیر مسئولانه» خواند و نوشت که بخش سیستم عامل مایکروسافت هیچ سیاستی دربارهٔ فرایند محاسبات ایمن تخم‌مرغ‌های عید پاک ندارد.
داگلاس دبلیو جونز در سال ۲۰۰۶ برخی از تخم‌مرغ‌های عید پاک را ابزارهای شناسایی نسخه‌های کپی قانونی از غیرقانونی دانست.
جامی زاوینسکی که از توسعه‌دهندگان نت اسکیپ نویگیتور بوده‌است در سال ۱۹۹۸ در مصاحبه‌ای، تخم‌مرغ‌های عید پاک را در مقابل حجم برنامه پایانی ناچیز خوانده و هدف اصلی آن‌ها را شاد کردن برنامه‌نویسان و افزایش بازده کاری آنان دانست.